# Hôtel de Bézannes
L'hôtel de Bezannes est une habitation datant du XVe siècle située à Reims, dans le département de la Marne en France.

## Origine
Hôtel construit à Reims vers 1450, au 4 rue de la CLef, par Pierre, lieutenant des habitants, seigneur de Bezannes, qui fut l'habitation de nombreuses personnalités des familles Maillefert et Coquebert qui eurent une influence locale. 

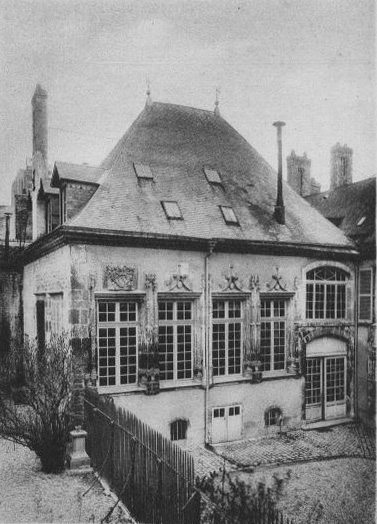
La façade de l'hôtel et des tours de la cathédrale avant 1914, l'entrée est profondément différente.
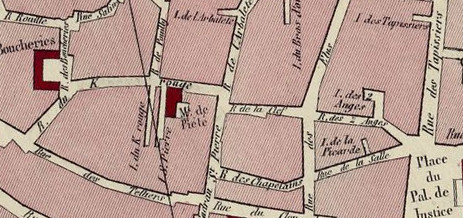
La rue de la Clef avant 1914.

## État
Il fut détruit par les bombardements de la Première Guerre mondiale et un des pavillons fut reconstruit et réaligné sur le cours Jean-Baptiste Langlet. Un deuxième pavillon symétrique fut édifié à la reconstruction, puis détruit dans les années 1970 et remplacé par un immeuble moderne.
Les façades et toitures du pavillon, avec des fenêtres caractéristique en gothique flamboyant, font l’objet d’un classement au titre des monuments historiques depuis le 12 octobre 1920.

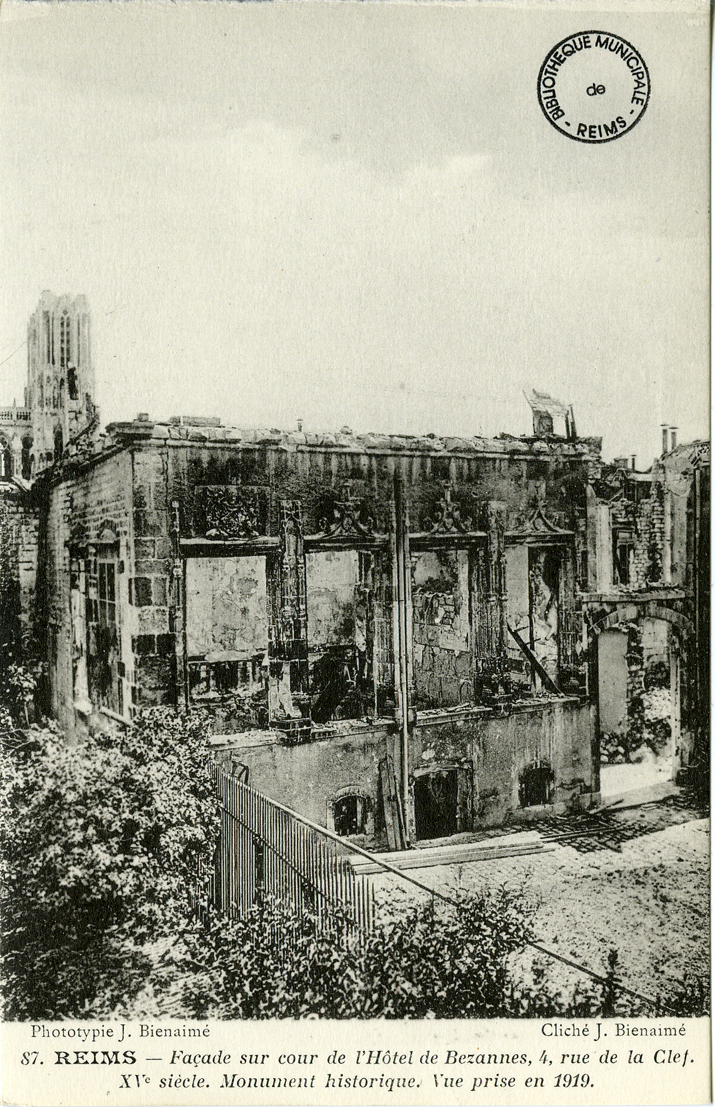
destructions
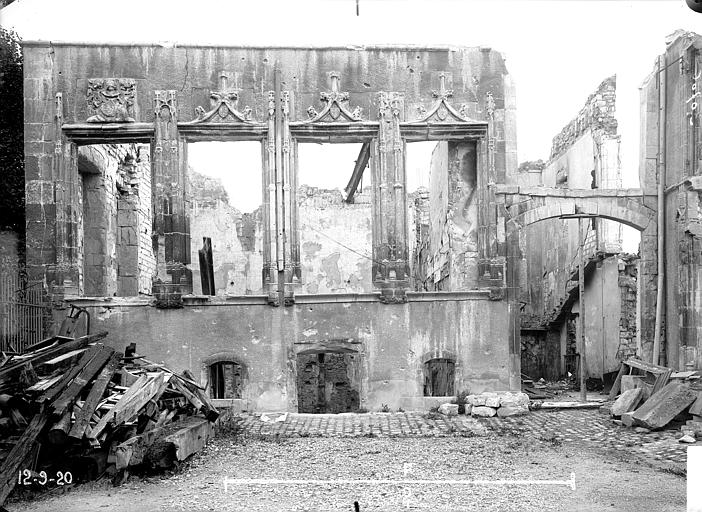
de la Grande guerre.
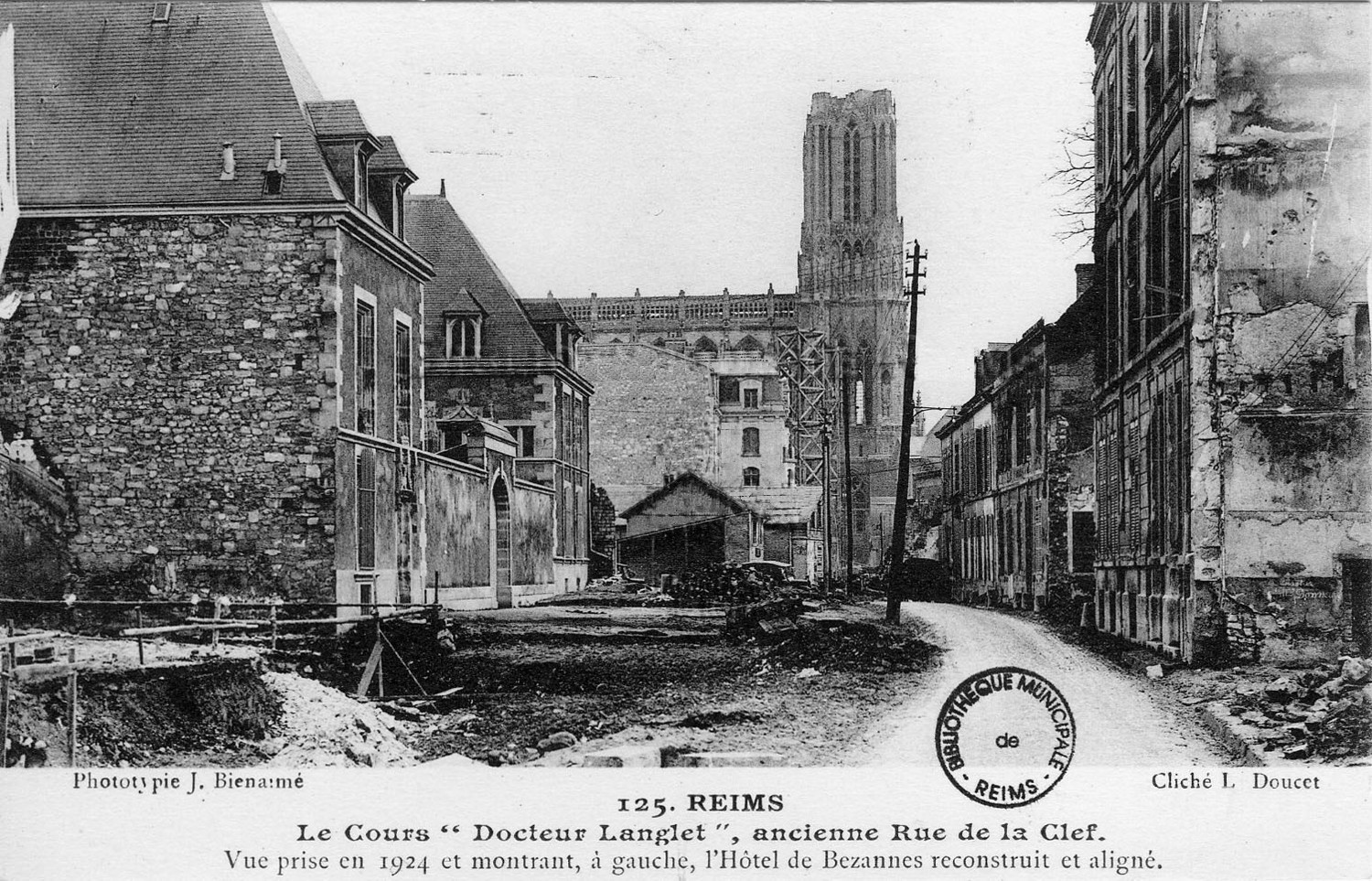
Relevé lors du percement du cours J-B Langlet.
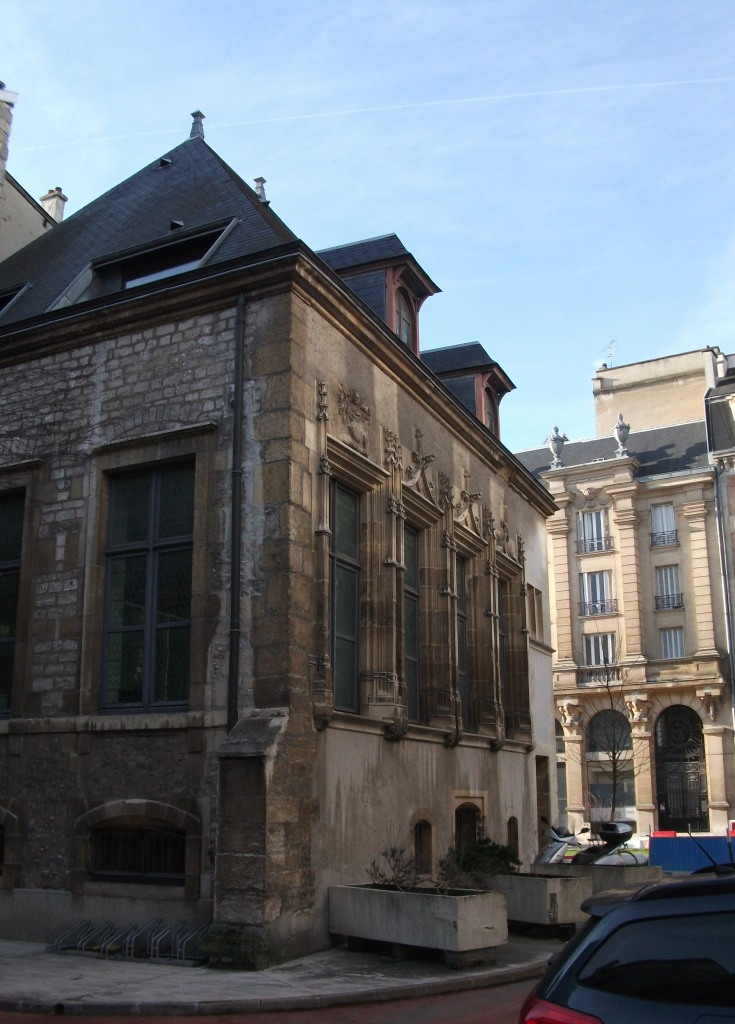
Depuis la cour.